# التوافقية مع متصفحات الويب
التوافقية مع متصفحات الويب (بالإنجليزية: Cross-Browser) معناها أن الموصوف سواء كان صفحة ويب، موقع ويب، أو تطبيق الويب يمكن عرضه بنفس الشكل على كافة متصفحات الويب الإنترنت مثل فايرفوكس وإنترنت إكسبلورر وغيرها.
وسبب استخدام هذا المصطلح هو أن بعض المتصفحات تدعم بعض التقنيات الموجودة في المواقع لا تدعمها متصفحات أخرى، فعلى سبيل المثل يدعم متصفح الإنترنت إنترنت إكسبلورر تغيير شكل المؤشر بينما لا يدعمه متصفح فاير فروكس.

## اقرأ أيضا
- مشروع معايير الويب